# (3719) Карамзин
(3719) Карамзин (лат. Karamzin) — типичный астероид главного пояса, открыт 16 декабря 1976 года советским астрономом Людмилой Черных в Крымской астрофизической обсерватории и 25 сентября 1988 года назван в честь российского историка, писателя и поэта Николая Карамзина.

## Обнаружение и именование
(3719) Карамзин
Открыт 16 декабря 1976 года в Научном Л. И. Черных.
Назван в память об авторе знаменитой двенадцатитомной "Истории государства Российского" Николае Михайловиче Карамзине (1766—1826).
Оригинальный текст (англ.)3719 Karamzin
Discovered 1976-12-16 by Chernykh, L. at Nauchnyj.
Named in memory of Nikolaj Mikhailovich Karamzin (1766—1826), author of the celebrated twelve-volume "History of the Russian State".
Источники: DISCOVERY.DB; M.P.C. 13609.

## Орбита

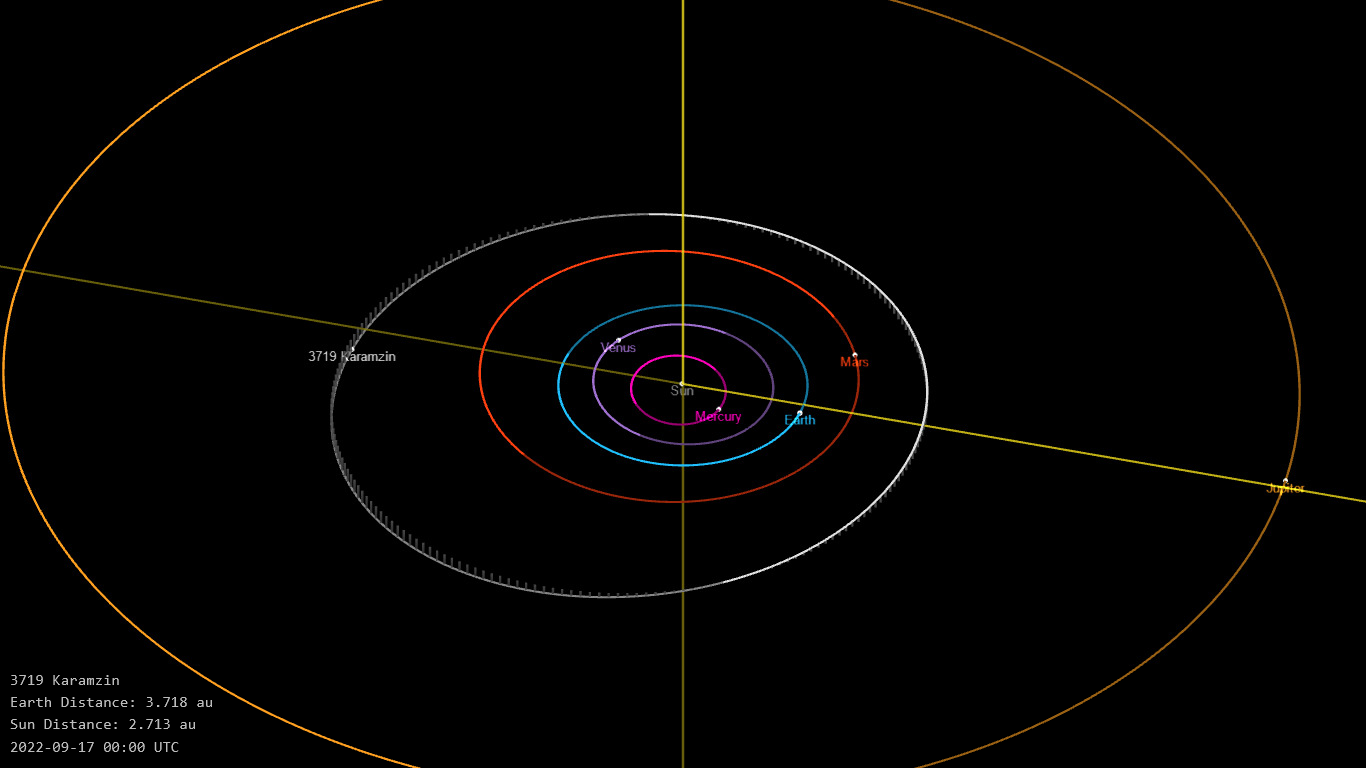
Орбита астероида Карамзин и его положение в Солнечной системе

## Физические характеристики
Астероид относится к таксономическому классу S.
По результатам наблюдений системы телескопов панорамного обзора и быстрого реагирования Pan-STARRS, наблюдений системы последнего оповещения о столкновении астероида с Землей Asteroid Terrestrial-impact Last Alert System и наблюдений космического телескопа оптического диапазона Gaia абсолютная звёздная величина астероида сначала оценивалась равной 14,40±0,47m, позже — 13,87±0,059m и 14,25±1,00m.